# Ilha de Salina

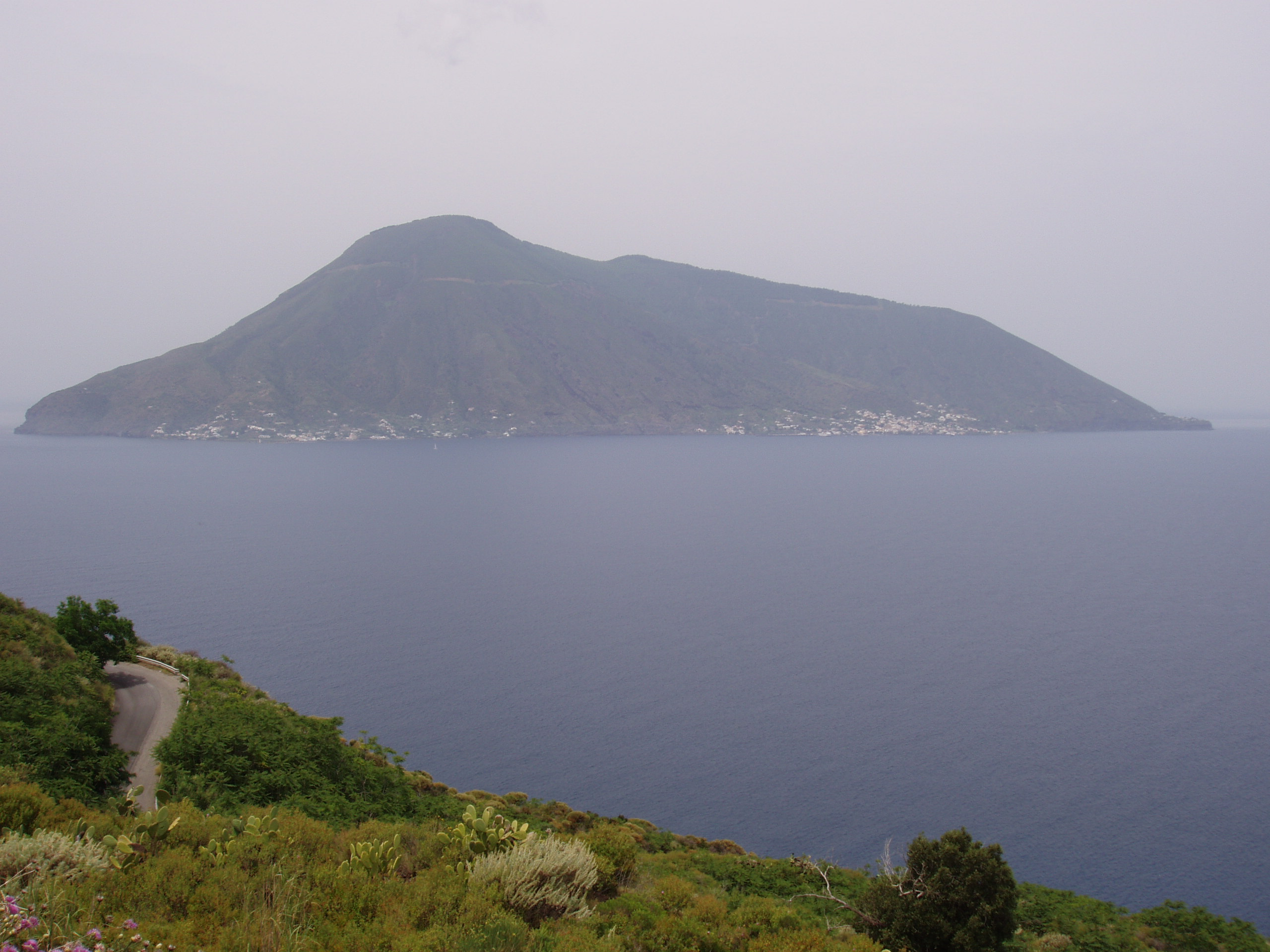
Vista da Ilha de Salina a partir de Lípara.

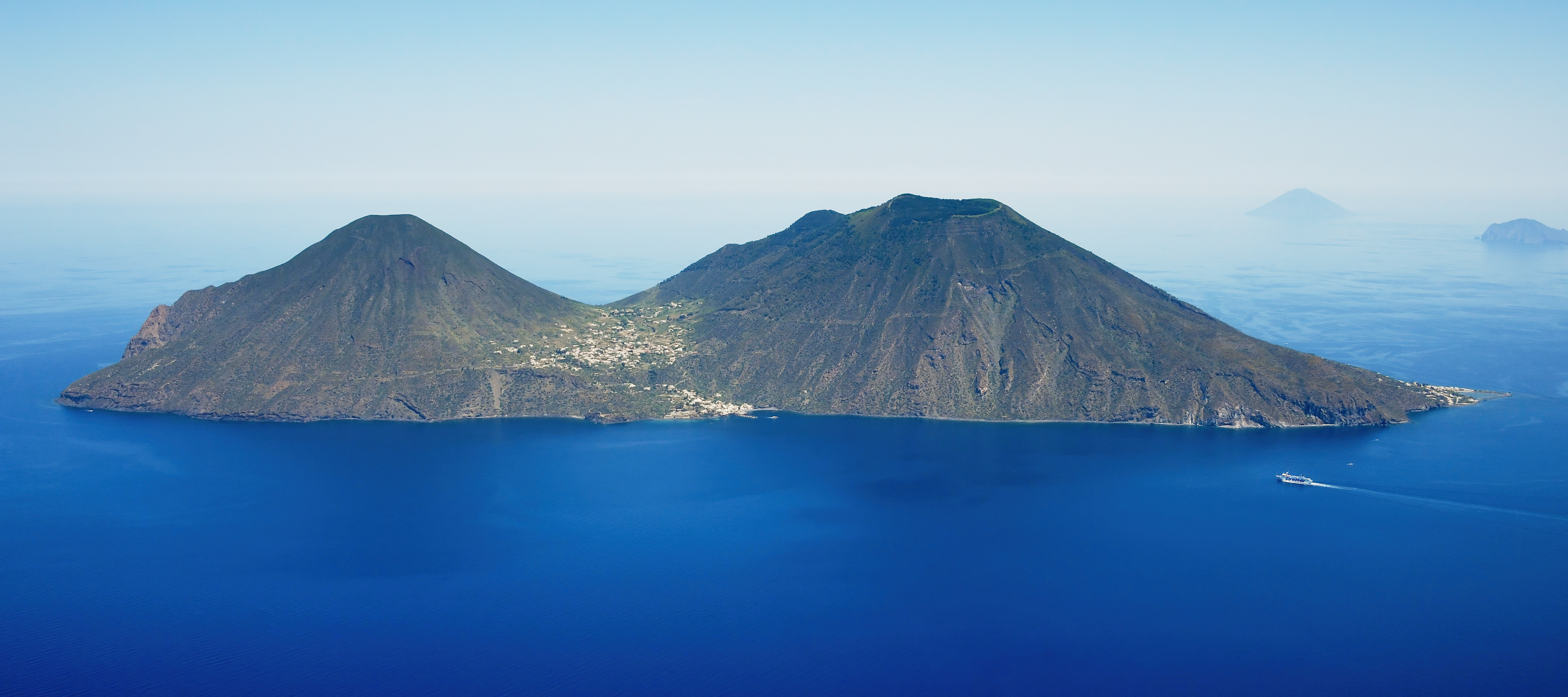
Vista aérea

A Ilha de Salina é uma das sete ilhas que compõem o arquipélago das ilhas Eólias, a norte da Sicília e no sul da Itália. Com uma superfície de 26,8 km², é a segunda maior ilha do arquipélago, tanto pela sua superfície como em população. É dividida em três comunas: Santa Marina, Malfa e Leni para uma população total de 2.300 habitantes. Formada por seis antigos vulcões, possui os relevos mais elevados do arquipélago. O monte "Fossa delle Felci", que culmina à 961 m de altitude, e o monte “Monte dei Porri”, à 860 m, conservam a típica forma cónica. Destes dois vulcões inativos deriva o antigo nome grego da ilha Didyme (Δίδυμη), que significa gêmeas, referindo-se às duas montanhas existentes na ilha. O nome actual deriva da produção marítma de sal de um pequeno lago ao sul.
As escavações arqueológicas revelaram a presença de populações que sobem à idade do bronze bem como uma alternância de períodos de completo abandono e outros de forte desenvolvimento. Escavações realizadas ao redor de Santa Marina destacaram um forte povoamento da ilha ao século IV a.C. No século VII d.C., a ilha de Salina foi povoada por habitantes vindos das ilhas Eólias, devido a um movimento migratório ligado à actividade vulcânica da ilha Lipari. Seguidamente, as invasões árabes tornaram-na abandonada até ao século XVII em que começou a se repopular.
Salina é a mais fértil das ilhas Eólias e cultiva uvas a partir das quais produz o “Malvasia delle Lipari”, um vinho muito suave da Malvasia, bem como alcaparras exportadas para o mundo inteiro.
Em 1980 foi instituído o Parque Regional de Salina e, em 1988, a Reserva Natural dos Dois Montes.
O turismo também constitui um recurso suplementar para a ilha.